# 新澤西魔鬼
新澤西魔鬼（英語：New Jersey Devils）是位於美國紐華克的國家冰球聯盟隊伍，隸屬於東部联盟大都会分区。
1974年，新澤西魔鬼隊成立；前身為堪薩斯城勘察家隊。1976年，球隊遷往丹佛，改名為科羅拉多洛基山隊。1982年，球隊再遷至东拉瑟福德，並改名為新澤西魔鬼隊。